# Буна (лист)
Буна је сатирично-политички лист који је излазио крајем 1910. године почев од 28. новембра 1910. године па до 4. децембра 1910. године.

## Историјат
Буна је једна од најнеобичнијих појава у српској шаљивој периодици, независтан политички лист који је почео да излази крајем новембра 1910. године, а до краја године изашло је укупно 7 бројева. Лист је покренут након поделе редакције листа Звоно када је део уредништва отишао за Михајлом Фишековићем "Заступником власника и одговорним уредником", који се у Звону потписивао "Вишековић". Иако је већина редакције остала верна оснивачу и директору листа Звоно Павлу Ранковићу, након покретања Буне лист Звоно није излазио неколико месеци. Звоно је објаснило појаву Буне на тај начин, што су "бунџије" "подигле рукописе из редакције Звона" и тако објавиле свој лист.
На основу чланака који су објављивани у листу Буна, а који величају принца Александра Карађорђевића, сматрало се да је Фишековић добио помоћ за свој лист од самог престолонаследника. За разлику од принца Александра Карађорђевића, принца Ђорђа Карађорђевића је редакција "бунџијског" листа жестоко нападала.

### Периодичност
Излазио је дневно.

### Место издавања
Место издавања је Београд, 28. новембар 1910 - 4. децембар 1910. године.

## Галерија
- Буна, полеђина броја 1, 1910.
- Буна, насловна страна броја 7, 1910.
- Буна, рекламе на полеђини броја 7, 1910.
- Буна, Дневне вести, број 7, страна 2, 1910.